# Lagginhorn
Le Lagginhorn est une montagne des Alpes valaisannes. Avec le  Fletschhorn (3 993 mètres) et le Weissmies (4 023 mètres), il forme un chaînon de trois sommets, à l'est de la vallée de Saas. En randonnée, le tour de ce chaînon débute à la Weissmieshütte à une altitude de 2 726 mètres.

## Première ascension
- 26 août 1856 : première ascension de l'arête ouest (voie normale) par E. Levi Ames, Franz Andenmatten, Johann Josef Imseng et trois Anglais.

## Alpinisme
L'arête ouest est la voie normale. Les autres voies d'ascension sont : 
- l'arête sud ;
- l'arête nord ;
- l'éperon sud-ouest ;
- la face ouest ;
- l'éperon est.

Le sommet est accessible depuis :
- la Weissmieshütte du Club alpin suisse, à une altitude de 2 726 mètres d'une capacité de 124 places ;
- le bivouac du Laggin du Club alpin suisse, à une altitude de 2 450 mètres d'une capacité de 10 places ;
- la Berghaus Hohsaas (privé), à une altitude de 3 100 mètres d'une capacité de 36 places.